# Грінвотер (Вашингтон)
Грінвотер (англ. Greenwater) — переписна місцевість (CDP) в США, в окрузі Пірс штату Вашингтон. Населення — 95 осіб (2020).

## Географія
Грінвотер розташований за координатами 47°8′39″ пн. ш. 121°37′42″ зх. д. / 47.14417° пн. ш. 121.62833° зх. д. (47.144224, -121.628469).  За даними Бюро перепису населення США в 2010 році переписна місцевість мала площу 3,85 км², з яких 3,75 км² — суходіл та 0,10 км² — водойми.

### Клімат
| Клімат : Грінвотер      | Клімат : Грінвотер | Клімат : Грінвотер | Клімат : Грінвотер | Клімат : Грінвотер | Клімат : Грінвотер | Клімат : Грінвотер | Клімат : Грінвотер | Клімат : Грінвотер | Клімат : Грінвотер | Клімат : Грінвотер | Клімат : Грінвотер | Клімат : Грінвотер | Клімат : Грінвотер |
| Показник                | Січ.               | Лют.               | Бер.               | Квіт.              | Трав.              | Черв.              | Лип.               | Серп.              | Вер.               | Жовт.              | Лист.              | Груд.              | Рік                |
| Абсолютний максимум, °C | 16,7               | 21,7               | 22,8               | 28,9               | 33,3               | 35,0               | 38,9               | 37,8               | 36,1               | 31,1               | 19,4               | 17,8               | 38,9               |
| Середній максимум, °C   | 2,6                | 5,7                | 8,1                | 12,2               | 16,6               | 18,9               | 22,8               | 22,4               | 19,7               | 13,4               | 6,8                | 3,4                | 12,7               |
| Середній мінімум, °C    | −3,3               | −1,5               | −1,1               | 0,9                | 4,0                | 6,8                | 8,2                | 7,8                | 5,6                | 2,7                | −0,3               | −1,8               | 2,3                |
| Абсолютний мінімум, °C  | −22,2              | −20,6              | −16,1              | −7,2               | −3,9               | −3,3               | −1,1               | −2,2               | −5,6               | −9,4               | −16,1              | −22,2              | −22,2              |
| Норма опадів, мм        | 199                | 153                | 123                | 108                | 76                 | 70                 | 29                 | 41                 | 84                 | 135                | 200                | 229                | 1449               |
| Днів з опадами          | 19                 | 17                 | 19                 | 18                 | 16                 | 13                 | 7                  | 8                  | 11                 | 15                 | 19                 | 21                 | 183,0              |
| ----------------------- | ------------------ | ------------------ | ------------------ | ------------------ | ------------------ | ------------------ | ------------------ | ------------------ | ------------------ | ------------------ | ------------------ | ------------------ | ------------------ |
| Джерело:                |                    |                    |                    |                    |                    |                    |                    |                    |                    |                    |                    |                    |                    |

## Демографія
Згідно з переписом 2010 року, у переписній місцевості мешкало 67 осіб у 38 домогосподарствах у складі 17 родин. Густота населення становила 17 осіб/км².  Було 87 помешкань (23/км²).
Расовий склад населення:
| - 97,0 % — білих - 3,0 % — азіатів |

До двох чи більше рас належало 0,0 %. Частка іспаномовних становила 0,0 % від усіх жителів.
За віковим діапазоном населення розподілялося таким чином: 4,5 % — особи молодші 18 років, 76,1 % — особи у віці 18—64 років, 19,4 % — особи у віці 65 років та старші. Медіана віку мешканця становила 52,8 року. На 100 осіб жіночої статі у переписній місцевості припадало 139,3 чоловіків;  на 100 жінок у віці від 18 років та старших — 137,0 чоловіків також старших 18 років.
Цивільне працевлаштоване населення становило 74 особи. Основні галузі зайнятості: мистецтво, розваги та відпочинок — 66,2 %, фінанси, страхування та нерухомість — 21,6 %, науковці, спеціалісти, менеджери — 12,2 %.